# Anthophora flexipes
Anthophora flexipes là một loài Hymenoptera trong họ Apidae. Loài này được Cresson mô tả khoa học năm 1879.